# Mats Knoester
Mats Knoester (Alphen aan den Rijn, 1998. november 19. –) holland utánpótlás-válogatott labdarúgó, a skót Aberdeen játékosa.

## Pályafutása

### Klubcsapatokban
Knoester 2005 és 2019 között a holland Feyenoord akadémiájának labdarúgója volt; 2014-ben az U17-es csapat tagjaként holland bajnok lett. 2019-ben igazolta le őt a holland élvonalbeli Heracles Almelo csapata, 2019. február 9-én debütált a bajnokságban egy AFC Ajax elleni mérkőzésen. 2019 és 2022 között nyolcvannyolc bajnoki mérkőzésen két gólt szerzett az almeloi csapatban. 2022 májusában szerződtette őt a magyar élvonalbeli Ferencváros csapata. 2023 nyarán a dán élvonalbeli Aarhus vette kölcsön a 2023-2024-es szezon végéig. A Ferencvárosban 71 tétmérkőzésen lépett pályára 2025 januárjáig, amikor közös megegyezéssel távozott a zöld-fehér klubtól, amellyel két bajnoki címet nyert, és aláírt a skót élvonalban szereplő Aberdeen csapatához.

### A válogatottban
Többszörös holland utánpótlás-válogatott, tagja volt a 2015-ös U17-es labdarúgó-Európa-bajnokságon szerepelt csapatnak.

## Sikerei, díjai
Feyenoord
- Holland U17-es bajnok (1): 2014

 Ferencváros
- Magyar bajnok (2): 2022–23,[5] 2023–24